# Fadri Janutin
Fadri Janutin (* 16. Januar 2000) ist ein Schweizer Skirennfahrer. Er gehört aktuell dem B-Kader von Swiss-Ski an und fährt in den Disziplinen Slalom und Riesenslalom. In FIS-Rennen ist er auch schon im Super-G angetreten.

## Biografie
Fadri Janutin stammt aus Landquart im Kanton Graubünden und startet für den Skiclub Obersaxen. Im Alter von 16 Jahren bestritt er in Arosa seine ersten FIS-Rennen. Mit 19 debütierte er im Europacup. Es dauerte jedoch noch 2 Jahre, bis er zu einem regelmässigen Punktefahrer wurde. Sein erstes FIS-Rennen gewann er im Dezember 2018 mit dem Riesenslalom in Veysonnaz und sein erstes Europacup-Rennen mit dem Slalom in Vaujany im Januar 2022. 2021 ging er bei den Juniorenweltmeisterschaften in Bansko an den Start und gewann Silber im Slalom. 2022 wurde er Zweiter in der Gesamtwertung und Riesenslalomwertung des Europacup.
Am 27. Februar 2022 gab er im Slalom von Garmisch-Partenkirchen sein Weltcup-Debüt und gewann mit dem 17. Platz direkt seine ersten Punkte. Am 18. März konnte er mit der Schweizer Mannschaft den Team-Event des Saisonfinals in Courchevel gewinnen.

## Erfolge

### Weltcup
- 1 Platzierung unter den besten 15
- 1 Sieg im Mannschaftswettbewerben

### Weltcupwertungen
| Saison  | Gesamt | Gesamt | Riesenslalom | Riesenslalom | Slalom | Slalom |
| Saison  | Platz  | Punkte | Platz        | Punkte       | Platz  | Punkte |
| ------- | ------ | ------ | ------------ | ------------ | ------ | ------ |
| 2021/22 | 126.   | 14     | –            | –            | 46.    | 14     |
| 2022/23 | 124.   | 19     | 43.          | 19           | –      | –      |
| 2023/24 | 83.    | 71     | 30.          | 71           | –      | –      |

### Europacup
- Saison 2021/22: 2. Gesamtwertung, 2. Riesenslalomwertung, 4. Slalomwertung
- Saison 2023/24: 10. Riesenslalomwertung
- 5 Podestplätze, davon 3 Siege:

| Datum            | Ort           | Land        | Disziplin    |
| ---------------- | ------------- | ----------- | ------------ |
| 21. Januar 2022  | Vaujany       | Frankreich  | Slalom       |
| 19. Februar 2022 | Oppdal        | Norwegen    | Riesenslalom |
| 14. Januar 2024  | Berchtesgaden | Deutschland | Slalom       |

### Juniorenweltmeisterschaften
- 2019 Fassatal: 8. Riesenslalom
- 2021 Bansko: 2. Slalom, 5. Riesenslalom, 29. Super-G

### Weitere Erfolge
- 5 Siege in FIS-Rennen